# Athole Stewart
Athole Stewart (25. juni 1879 - 22. oktober 1940) var en britisk skuespiller.

## Filmografi
Athole deltog i følgende film:
- Canaries Sometimes Sing (1930)
- The Speckled Band (1931)
- The Faithful Heart (1932)
- The Constant Nymph (1933)
- Loyalties (1933)
- The Four Masked Men (1934)
- The Path of Glory (1934)
- While Parents Sleep (1935)
- The Amateur Gentleman (1936)
- The Tenth Man (1936)
- Where's Sally? (1936)
- Dusty Ermine (1936)
- Jack of All Trades (1936)
- Return of a Stranger (1937)
- Doctor Syn (1937)
- Action for Slander (1937)
- The Singing Cop (1938)
- His Lordship Regrets (1938)
- Thistledown (1938)
- The Four Just Men (1939)
- I Killed the Count (1939)
- Confidential Lady (1939)
- Poison Pen (1939)
- They Came by Night (1940)
- Old Mother Riley in Society (1940)
- Tilly of Bloomsbury (1940)
- Meet Maxwell Archer (1940)